# Fransk Nordafrika
Fransk Nordafrika (fransk: L'Afrique française du Nord) var en række territorer i Nordafrika, som blev styret af Frankrig med centrum i Fransk Algeriet. På sit højdepunkt udgjorde det hovedparten af Maghreb.
Fransk Nordafrika omfattede:
- Fransk Algeriet (fransk: Algérie française)
- Protektoratet Fransk Tunesien (fransk: Protectorat français de Tunisie)
- Protektoratet Fransk Marokko (fransk: Protectorat français au Maroc).

Fransk Nordafrika blev, i modsætning til Fransk Vestafrika og Fransk Ækvatorialafrika, aldrig administreret som en helhed. Dette hænger sammen med, at både Tunesien og Marokko opretholdt status som protektorater, det vil sige formelt selvstændige stater.

## Historie
Oprindelsen til Fransk Nordafrika lå i Det Osmanniske Riges nedgang. I 1830 erobrede franskmændene Algier og fra 1848 indtil uafhængigheden i 1962, blev Algeriet behandlet som en integreret del af Frankrig.
I forsøget på at forøge deres indflydelse udenfor Algeriet etablerede franskmændene protektorater øst og vest for det. Det franske protektorat Tunesien blev etableret i 1881 efter en militær invasion, protektoratet Fransk Marokko i 1912. Disse eksisterede indtil 1955 for Marokkos vedkommende og 1956 hvor Tunesien opnåede fuld uafhængighed.
Indtil dets uafhængighed havde Fransk Algeriet været en del af det egentlige Frankrig, ikke et oversøisk område, siden før 1. Verdenskrig.
Fransk Nordafrika ophørte med at eksistere kort efter Évian aftalen fra marts 1962, som førte til folkeafstemningen om algiersk uafhængighed i juli 1962.